# Julian Bartkowski
Julian Stanisław Bartkowski (ur. 22 kwietnia 1954 w Jurowcach) – polski polityk, poseł na Sejm PRL IX kadencji.

## Życiorys
Syn Michała i Wiktorii. Pochodził z Jurowiec pod Sanokiem. Ukończył policealne studium zawodowe na kierunku administracyjno-ekonomicznym. Od 1972 do 1977 pracował w Sanockiej Fabryce Autobusów „Autosan”. Był działaczem Związku Socjalistycznej Młodzieży Polskiej, gdzie pełnił funkcje przewodniczącego Zarządu Gminnego w Sanoku oraz w 1984 wiceprzewodniczącego Zarządu Wojewódzkiego w Krośnie.
W 1975 wstąpił do Polskiej Zjednoczonej Partii Robotniczej. Był członkiem egzekutywy jej Komitetu Gminnego w Sanoku. 27 stycznia 1984 został wybrany na członka plenum Komitetu Wojewódzkiego PZPR w Krośnie. W 1985 uzyskał mandat posła na Sejm PRL IX kadencji w okręgu Krosno. Zasiadał w Komisji Planu Gospodarczego, Budżetu i Finansów oraz w Komisji Nadzwyczajnej do rozpatrzenia projektu ustawy o zasadach udziału młodzieży w życiu państwowym, społecznym, gospodarczym i kulturalnym. Od 4 października 1986 do 14 września 1989 był członkiem egzekutywy Komitetu Wojewódzkiego PZPR w Krośnie. Zasiadał też w Gminnej Radzie Narodowej. W wyborach parlamentarnych w 1989 bezskutecznie ubiegał się o mandat nr 202 Sejmu PRL X kadencji w okręgu wyborczym nr 51.
Został odznaczony Medalem 40-lecia Polski Ludowej.